# 篠川賢
篠川 賢（しのかわ けん、1950年 - ）は、日本の歴史学者。成城大学名誉教授。日本古代史専攻。

## 来歴
神奈川県生まれ。1973年北海道大学文学部史学科卒、1981年同大学院文学研究科博士課程単位取得満期退学。1997年「日本古代国造制の研究」で文学博士（北海道大学）の学位を取得。成城大学文芸学部助教授、教授。2021年定年退職、名誉教授となる。

## 著書
- 『国造制の成立と展開』吉川弘文館 古代史研究選書、1985　ISBN　9784642021562
- 『日本古代国造制の研究』吉川弘文館、1996　ISBN　9784642022934　オンデマンド版　2018年　ISBN　9784642722933
- 『飛鳥の朝廷と王統譜』吉川弘文館・歴史文化ライブラリー、2001 ISBN　9784642055222、オンデマンド版　2017 ISBN　9784642755221
- 『大王と地方豪族』山川出版社・日本史リブレット、2001
- 『日本古代の王権と王統』吉川弘文館、2001　ISBN　9784642023658
- 『物部氏の研究』雄山閣 日本古代氏族研究叢書、2009
- 『日本古代の歴史2、飛鳥と古代国家』吉川弘文館、2013　ISBN　9784642064682
- 『継体天皇』吉川弘文館・人物叢書、2016 ISBN　9784642052764
- 『古代国造制と地域社会の研究』吉川弘文館、2019  ISBN　9784642046534
- 『国造－大和政権と地方豪族』中公新書、2021　ISBN　978-4-12-102673-6
- 『物部氏－古代氏族の起源と盛衰』吉川弘文館・歴史文化ライブラリー、2022、ISBN	9784642059459

### 共編著
- 『日本霊異記を読む』小峯和明共編、吉川弘文館、2004
- 『藤氏家伝を読む』増尾伸一郎共編、吉川弘文館、2011
- 『国造制の研究 史料編・論考編』大川原竜一、鈴木正信共編著、八木書店古書出版部、2013
- 『国造制・部民制の研究』大川原竜一、鈴木正信共編著、八木書店古書出版部、2017
- 『日本古代の氏と系譜』雄山閣、2019